# Krajni
De Krajni (Russisch: Крайний) is een kleine afgeplatte schildvulkaan in het zuidelijke deel van het Centraal Gebergte in het Russische schiereiland Kamtsjatka. De vulkaan bevindt zich ten noordoosten van de Anaoen en vormt onderdeel van het vulkanisch gebied van deze vulkaan. De Krajni ligt aan de rechteroever van de rivier de Anavgaj, stamt uit het late Kwartair en is basalt- tot basalt-andesitisch van samenstelling, maar bevat geen pyroclastisch materiaal.
De vulkaan meet 13 bij 8 kilometer, een oppervlakte van ongeveer 100 km² en heeft een hoogte van 1567 meter (volgens andere gegevens 1554 meter). Het volume van het uitgeworpen materiaal bedraagt 25 km³. De vulkaan heeft geleidelijk aflopende hellingen, die hellingsgraad hebben van maximaal 10° en een trapsgewijze structuur hebben als gevolg van het uiteenvallen van bloklava. De kegel van de vulkaan loopt op naar twee bolvormige toppen. De westelijke top heeft een hoogte van 1365 meter en de oostelijke is iets hoger en heeft op haar helling twee basaltische Holocene slakkenkegels, waarvan de hoogste 1567 meter hoog is. De lavastromen concentreren zich rond de beide toppen, maar er bevinden zich geen kraters. Uit vergelijking tussen de lava blijkt dat beide toppen tegelijkertijd moeten zijn uitgebarsten. Op de zuidwestelijke helling bevindt zich een 400-meter lange en tot 100-meter brede lavastroom.